# Clay, Alabama
Clay là một thành phố thuộc quận Jefferson, tiểu bang Alabama, Hoa Kỳ. Dân số năm 2009 là 8409 người, mật độ đạt 327 người/km².